# Городской телеканал (Ярославль)
ОАО «Городской телеканал» — ярославский телеканал, региональный партнёр радиостанций Хит FM, Детское радио и Комсомольская правда.

## История
Начал вещание в 1993 году на эфирной частоте телеканала «РТР», показывая художественные фильмы в вечернее время. Вещание длилось несколько часов по вечерам.
5 июля 1993 года «Городской телеканал» начинает полноценное вещание.
12 июля 1993 года в эфир выходит первый выпуск первой программы — «Новости города».
в 1995 году «Городской телеканал» начинает ретранслировать программы ТВ-6.
10 и 11 сентября 2011 года в связи с днём траура сетка вещания была полностью изменена. Развлекательные программы, ситкомы и комедии были заменены фильмами («Книга Илая», «Агора», «Скрытая угроза», «Помни меня»), четырьмя сериями собственного проекта Ярославский XIII-ый, двумя выпусками новостей и сериалом «Рокировка». Реклама в эти дни отсутствовала.
25 апреля 2012 года телеканал покинули генеральный директор Владимир Ерегин, главный редактор Эльвира Меженная и два ведущих журналиста — Ирина Ануфриева и Татьяна Волкова.
20 сентября 2012 года в газете «Золотое кольцо» была опубликована новость о планируемом создании телеканала с условным названием «ГТ 2», который будет отображать культурную и спортивную жизнь города, а также общественно значимые мероприятия.
26 августа 2013 года «Городской телеканал» запустил второй телеканал — «ГТ-Регион».
20 марта 2014 года — на «Городском телеканале» и «ГТ-Регион» стартует юмористический проект «Comedy Club. Region Style».
6 июня 2016 года в 13:00 «ГТ-Регион» начал сетевое партнёрство с телеканалом «360».
С 1 января 2017 года «Городской телеканал» прекратил вещание на 4 ТВК и перешёл в кабельные сети, заменив собой «ГТ-Регион». С 1 января до марта 2017 года на 4 ТВК шла ретрансляция «СТС».
С марта 2017 года по январь 2019 года на эфирной частоте «Городского телеканала» велась трансляция «ТНТ» в полном объёме без региональных вставок.
В декабре 2018 года ведущая «Городского телеканала» Юлия Тихомирова приняла участие в съёмках клипа «Слэмятся пацаны» групп «Little Big» и «Руки Вверх!». По сюжету, Юлия выступает в роли ведущей «Новостей города» и рассказывает об успешно проведённой операции правоохранительных органов.
В январе 2019 года «ТНТ» прекратил сотрудничество с «ГТ» в связи с переходом на цифровое вещание. 4 февраля того же года на частоте «ГТ» вместо «ТНТ» началось вещание другого телеканала холдинга ГПМ РТВ — ТНТ4. После этого перехода возобновилось региональное эфирное вещание на 4 ТВК, при этом партнёрство в кабельном вещании с телеканалом «360°» продолжилось.
4 марта 2019 года «Городской телеканал» возобновил собственное вещание в кабельных сетях, заменив «360° Ярославль».
16 декабря 2019 года «Городской телеканал» перешёл на формат вещания 16:9 SD. Это же коснулось и «местных окон» на «ТНТ4».
29 мая 2020 года прекращено сотрудничество с телеканалом «360°».
С 1 по 25 июля 2020 года «Городской телеканал» сократил время вещания и стал уходить на ночной перерыв с 3:20 до 5:45 (по воскресеньям — до 6:00). С 25 июля вещание круглосуточное.
В ноябре 2020 года прекращено сетевое партнёрство с телеканалом «ТНТ4». Лицензия на кабельное вещание аннулирована 9 ноября того же года.
25 ноября 2020 года «Городской телеканал» получил статус муниципального обязательного общедоступного телеканала, в связи с этим за «ГТ» закрепили 22 кнопку в линейке каналов.

## Вещание
Вещание телеканала осуществляется в кабельных сетях Ярославля и области. Общее число потенциальных зрителей более 1 млн человек.

## Аудитория и рейтинги
Целевая аудитория «Городского телеканала» расположена в возрастном секторе от 6 до 54 лет. Как показывают специалисты «Гэллап Медиа» «Городской телеканал» смотрят все: и дети, и молодёжь, и их родители.

## Структурные подразделения
Структурными подразделениеми холдинга ОАО «Городской телеканал» являются радиостанции «Хит ФМ — Ярославль», «Детское радио» и «Комсомольская Правда».

## Закрытые программы

### Транслируемые
- 112. Служба спасения (с 2014)
- Безопасность (с 26 апреля 2019)
- Вечерний фреш (с 2020)
- Диалоги — информационно-аналитическая программа, в которой обсуждаются наиболее актуальные социальные, экономические и политические проблемы Ярославля и Ярославской области. В программе регулярно участвуют региональные и муниципальные руководители, топ-менеджеры крупнейших ярославских компаний. Программа стабильно имеет высокие рейтинги.
- Дом с биографией (с 2019)
- Дорожный патруль 76 (с марта 2020)
- На повестке дня (с 2019)
- Новости города (с 12 июня 1993) — информационная программа о наиболее важных и интересных событиях из жизни Ярославля и Ярославской области. Программа стабильно имеет высокие рейтинги и собирает аудиторию больше, чем у «Новостей» большинства федеральных телеканалов, транслируемых в Ярославле.
- Обозреватель (с 2019)

### Архивные[15]
- Предвыборные дебаты
- Прямые трансляции городских праздников
- Театральные постановки
- То, что нужно! — программа про лучшие товары и услуги, которые есть в нашем городе. Вдохновляйтесь нашими историями, выбирайте для себя то, что нужно.
- Утренний фреш
- Comedy Club. Region Style (2014)
- Music Box — программа по заявкам. Ведущий — Андрей Рублёв (Климушкин)
- Автодром (фактически выходила программа «Это ваша машина»)
- Аппельты (1993—1996) — музыкальная программа. Ведущий — Геннадий Ершов. 50 выпусков
- Астрологический прогноз (1995—???)
- Безопасно!
- Большой выбор
- В мире моторов (1995—???)
- В мире сказок (1993—1996/2001/2008 повторы???[12]) (Ведущий — Валентин Тугов)
- Вас поздравляют (1995—2006)
- Ваше право. Или как вернуть деньги? (13.09.2011—2012)
- Вечерний коктейль (2001)
- Вечерний коктейль (март 1997 — сентябрь 1999?).
- Вкусно!
- Время Локомотива (2012—2013) (Ведущий — Александр Рябков)
- Время Локомотива (с 6 октября 2012 года по 9 марта 2013 года)
- Где деньги?
- Год решений Владимира Волкова" (2019)
- Гурман-шоу (2006—2007) (Ведущие — Артур Ямщиков)
- Депутат в округе
- Дневник международных соревнований по плаванию на приз НГК «Славнефть» и ОАО «Славнефть-Ярославнефтепродукт» (2001)
- Доброго здоровья!
- Добрый вечер, Ярославль! (1993—???)
- Документальный фильм «Валентина Терешкова» (02-08.09.2013)
- Зверский футбол (2014) (Ведущий Александр Рябков)
- Концерт памяти ХК «Локомотив». Прямой эфир из УКСК «Арена 2000» (16.10.2011)
- Крещеный мир
- Личная жизнь
- Магистраль (февраль 2011 — август 2013)
- Модно!
- Музыкальная программа
- На ваши вопросы отвечает мэр Ярославля В. В. Волончунас
- Не моя кухня (2019)
- Неделька (Ведущая — Юлия Царёва)
- Непобедимые (2020)
- Новости города. Итоги дня.
- Новости города. Экспресс-выпуск
- Новости дня города (27.05.2012) (Ведущие — Илья Барабанов и Юлия Тихомирова)
- Открытый чемпионат Ярославской области по танцевальному спорту (27.04.2013)
- Парад Победы. 9 мая 1995 года
- Персона
- Победоносный голос верующего
- Погода города (ранее — «Прогноз погоды на неделю»)
- Позиция
- Поле чудес в Ярославле
- Полис здоровья
- Постфактум
- Прямой эфир. Центр лазерной коррекции зрения.
- РикиТикиСтас (2018)
- С понедельника до понедельника
- Семейный круг (с июня по декабрь 2019 года)
- Сигнал
- Сила в правде. Встреча с Юрием Шевчуком (2013)
- Слово за слово
- Советы врача (???-2006) (Ведущая — Руми Юсупова)
- Соревнования по спортивным танцам на «Кубок губернатора-2011» (29.10.2011)
- Спорт на грани
- Тайны и легенды земли Ярославской (с 20 марта 2014 года)
- Телекаталог (1996—2006)
- Товарный вид
- Точка зрения (???-2006)
- Точка зрения ЛДПР
- Удобряем! (04.2012) (Ведущий — Евгений Полковников)
- Утренний чай (1999—2009) (Ведущие — Светлана Руцкая (1999—2003), Алексей Рещиков, Илья Барабанов, Мария Куценко, Игорь Прохватов)
- Утренний чай — утреннее шоу (до 2009 года).
- Ушли на взлёте… (2011)
- Финансовый вестник
- Характер
- Хочу видеть
- Хранители основ. Северная железная дорога (24-27 сентября 2013 года)
- Христианская программа
- Хук с право (2018)
- Цена вопроса (15.01.2009-22.12.2012) (Ведущий — Лазарь Дранкер) [теперь выходит на НТМ под названием ПРОсвет]
- Школа «Дочки-сыночки (2012—2013)
- Ярмарка
- Ярославль спортивный (2019)
- Ярославская ярмарка — 94
- Ярославские путешествия
- Ярославский IV-й. Время святых и героев» (4 серии) (2012)
- Ярослайв (2010, повторы)